# Парламентарна асамблея на Съвета на Европа
Парламентарната асамблея на Съвета на Европа (или ПАСЕ) е един от двата главни органа на Съвета на Европа (СЕ).
За разлика от Европейския парламент (който е институция на Европейския съюз), правомощията на ПАСЕ се простират само до възможността да разследва, препоръчва и съветва. Нейните препоръки в областта на човешките права имат значителна тежест в контекста на европейската политика. Европейският парламент и другите институции на Европейския съюз, често се позовават на данните на ПАСЕ, особено в областта на човешките права и на правното и културното сътрудничество.
Парламентарната асамблея се състои от общо 642 членове – 321 постоянни членове и 321 техни заместници. Те се избират или назначават измежду народните представители на националните парламенти на всяка страна-членка на Съвета на Европа. Всяка държава има от двама до осем представители в зависимост от броя на населението. Българската делегация в ПАСЕ се състои от шестима представители и шестима техни заместници от различни парламентарни сили, избрани на пропорционален принцип. Неин вицепрезидент от 2020 г. е Джема Грозданова.